# Château-sur-Epte
Château-sur-Epte é uma comuna francesa na região administrativa da Normandia, no departamento de Eure. Estende-se por uma área de 4,61 km². Em 2010 a comuna tinha 569 habitantes (densidade: 123,4 hab./km²).